# USS Ticonderoga (CV-14)
Авіаносець «Тікондерога» (англ. USS Ticonderoga (CV-14)) — важкий ударний авіаносець США періоду Другої світової війни типу «Ессекс», довгопалубний підтип. Названий на честь захоплення форту Тікондерога.

## Будівництво та введення в експлуатацію
Корабель був закладений 1 лютого 1943 року на верфі Newport News Shipbuilding Ньюпорт-Ньюс, штат Вірджинія. При закладенні корабель отримав ім'я «Хенкок», проте ще в ході будівництва, 1 травня 1943 року, був перейменований в «Тікондерога», фактично обмінявся назвами з авіаносцем USS Hancock (CV-19), який при закладці був названий «Тікондерога». Був спущений на воду 7 лютого 1944 року. Увійшов до складу флоту 8 травня 1944 року, під командою капітана Діксі Кіфера.

## Історія служби

### Друга світова війна

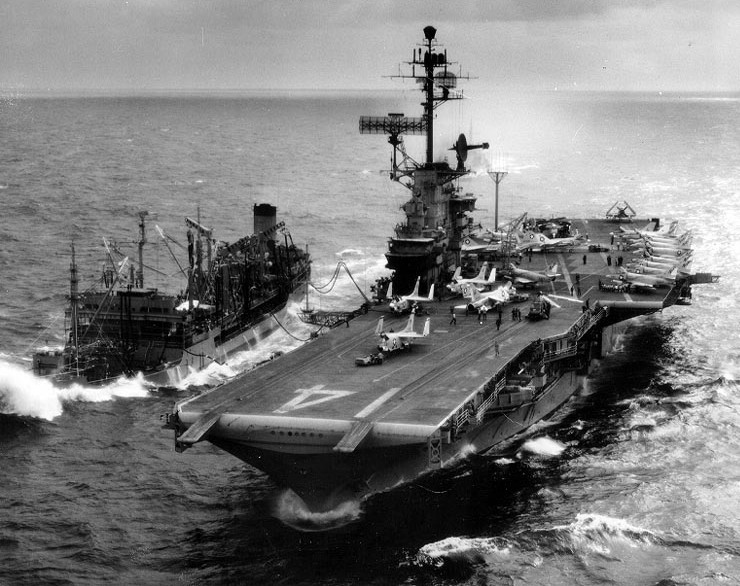
Авіаносець «Тікондерога» заправляється паливом біля берегів В'єтнаму, 1966 рік

«Тікондерога» брав участь у боях проти Японії на Тихоокеанському театрі військових дій. Перший раз «Тікондерога» взяв участь в боях під час десантної операції на Філіппінах. 21 січня 1945 року «Тікондерогу» пошкодив камікадзе, однак корабель повернувся в стрій і воював біля Окінави. «Тікондерога» отримав 5 бойових зірок.
Після участі в операції «Меджік Карпет» «Тікондерога» у 1947 році вивели у резерв.
Після модернізації авіаносець служив у військовому флоті США до 1973 року.

### Війна у В'єтнамі
Після «Тонкінського інциденту», вранці 5 серпня 1964 року, літаки з авіаносця «Тікондерога» завдали удару по пунктах базування катерів Північного В'єтнаму, в результаті чого декілька катерів були пошкоджені, а деякі потоплені.
«Тікондерога» нагороджений 12 бойовими зірками за час війни у В'єтнамі.

### Повоєнні роки
Авіаносець «Тікондерога» брав участь в операціях з пошуку екіпажів космічних кораблів «Аполлон-16» 27 квітня 1972 року, «Аполлон-17» 19 грудня 1972 року і «Скайлеб-2» 22 червня 1973 року в Тихому океані. 1 вересня 1973 року виведений з бойового складу флоту. Списаний 16 листопада 1973 року⁣, а 15 серпня 1974 року був проданий на злам.